# Soignolles
 Soignolles  es una población y comuna francesa, situada en la región de Baja Normandía, departamento de Calvados, en el distrito de Caen y cantón de Bretteville-sur-Laize.

## Demografía
| 102 | 89 | 69 | 74 | 81 | 71 |
| Para los censos de 1962 a 1999 la población legal corresponde a la población sin duplicidades (Fuente: INSEE [Consultar]) |    |    |    |    |    |